# Bangladesz na Letnich Igrzyskach Olimpijskich 2008
Bangladesz na Letnich Igrzyskach Olimpijskich 2008 reprezentowało 5 zawodników - 3 mężczyzn i 2 kobiety. Nikt nie zdobył medalu.

## Lekkoatletyka
| Zawodnicy            | Konkurencje    | Kwal. | Kwal. | Ćwierćfinał          | Ćwierćfinał          | Półfinał             | Półfinał             | Finał                | Finał                |
| Zawodnicy            | Konkurencje    | Wynik | Poz.  | Wynik                | Poz.                 | Wynik                | Poz.                 | Wynik                | Poz.                 |
| -------------------- | -------------- | ----- | ----- | -------------------- | -------------------- | -------------------- | -------------------- | -------------------- | -------------------- |
| Mohamed Abu Abdullah | 100 m mężczyzn | 11.07 | 66    | Nie awansował dalej  | Nie awansował dalej  | Nie awansował dalej  | Nie awansował dalej  | Nie awansował dalej  | Nie awansował dalej  |
| Beauty Nazmun Nahar  | 100 m kobiet   | 12.52 | 62    | Nie awansowała dalej | Nie awansowała dalej | Nie awansowała dalej | Nie awansowała dalej | Nie awansowała dalej | Nie awansowała dalej |

## Strzelectwo
Mężczyźni
| Zawodnik     | Konkurencja    | Kwal. | Kwal. | Finał               | Finał               | Poz.                |
| Zawodnik     | Konkurencja    | Pkt.  | Poz.  | Pkt.                | Poz.                | Poz.                |
| ------------ | -------------- | ----- | ----- | ------------------- | ------------------- | ------------------- |
| Imam Hossoin | wiatrówka 10 m | 581   | 46    | Nie awansował dalej | Nie awansował dalej | Nie awansował dalej |

## Pływanie
| Zawodnicy           | Konkurencje                       | Kwal.   | Kwal. | Półfinał             | Półfinał             | Finał                | Finał                |
| Zawodnicy           | Konkurencje                       | Czas    | Poz.  | Czas                 | Poz.                 | Czas                 | Poz.                 |
| ------------------- | --------------------------------- | ------- | ----- | -------------------- | -------------------- | -------------------- | -------------------- |
| Doli Akhter         | 50 m stylem dowolnym kobiet       | 30.23   | 73    | Nie awansowała dalej | Nie awansowała dalej | Nie awansowała dalej | Nie awansowała dalej |
| Mohammad Rubel Rana | 100 m stylem grzbietowym mężczyzn | 1:04.82 | 45    | Nie awansował dalej  | Nie awansował dalej  | Nie awansował dalej  | Nie awansował dalej  |